# Maria Orleańska (1865–1909)
Maria Orleańska (ur. 13 stycznia 1865 w Londynie, zm. 4 grudnia 1909 w Kopenhadze) – francuska księżniczka z dynastii Burbonów. Po ślubie z księciem ⁣⁣Waldemarem⁣⁣ otrzymała tytuł księżniczki Danii i Islandii.

## Życiorys
Córka Roberta Orleańskiego i Franciszki Orleańskiej. Miała czworo rodzeństwa: Roberta Orleańskiego (1866–1885), Henryka Orleańskiego (1867–1901), Małgorzatę Orleańską (1869–1940) i Jana Orleańskiego, księcia de Guise (1874–1940).
Urodziła się i spędziła swoje wczesne dzieciństwo w Anglii. W 1871 wróciła z rodziną do Francji po upadku Drugiego Cesarstwa.
Po otrzymaniu zgody od papieża Maria Orleańska poślubiła 20 października 1885 księcia Danii – Waldemara, najmłodszego syna króla Danii – Christiana IX. W wystawnej uroczystości wzięło udział ponad tysiąc gości, w tym członkowie rodzin królewskich przybyłych z Anglii, Danii, Grecji i Rosji. Ceremonia ślubna odbyła się w Normandii na zamku Eu.
W 1886, kiedy książę Waldemar został zaproszony przez Zgromadzenie Narodowe w Bułgarii dostając nominację na monarchę tego kraju, za pośrednictwem swojej żony odrzucił ofertę. 
Para zamieszkała na zamku Bernstorff w Kopenhadze, w którym to urodził się książę Waldemar. Małżeństwo doczekało się pięcioro dzieci: Aage (1887–1940), od 1914 hrabia Rosenborga, Axela (1888–1964), Eryka (1890–1950), Viggo (1893–1970) – hrabia Rosenborga i Małgorzaty (1895–1992). Spośród ich potomstwa synowie zostali wychowani w wierze ewangelicko-luterańskiej, córka w katolickiej.
Maria Orleańska zmarła w Kopenhadze, w 1909, w wieku 44 lat z powodu złośliwej grypy.
Pomnik Marii Orleańskiej znajduje się w Langelinie, niedaleko kościoła św. Albana w Kopenhadze.

Herb Burbonów.
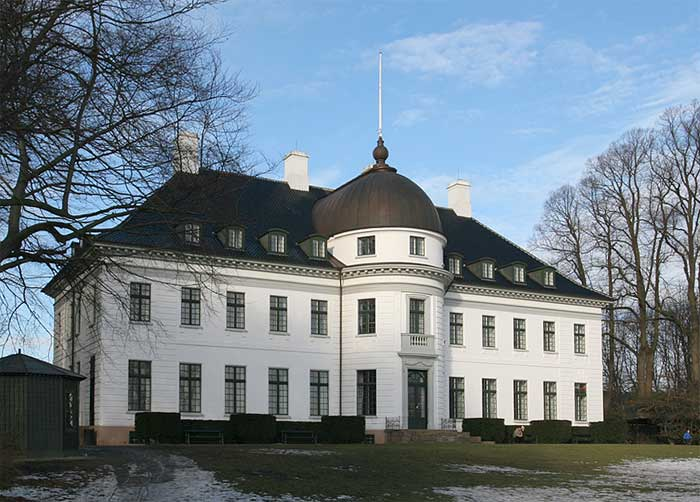
Zamek Bernstorff.
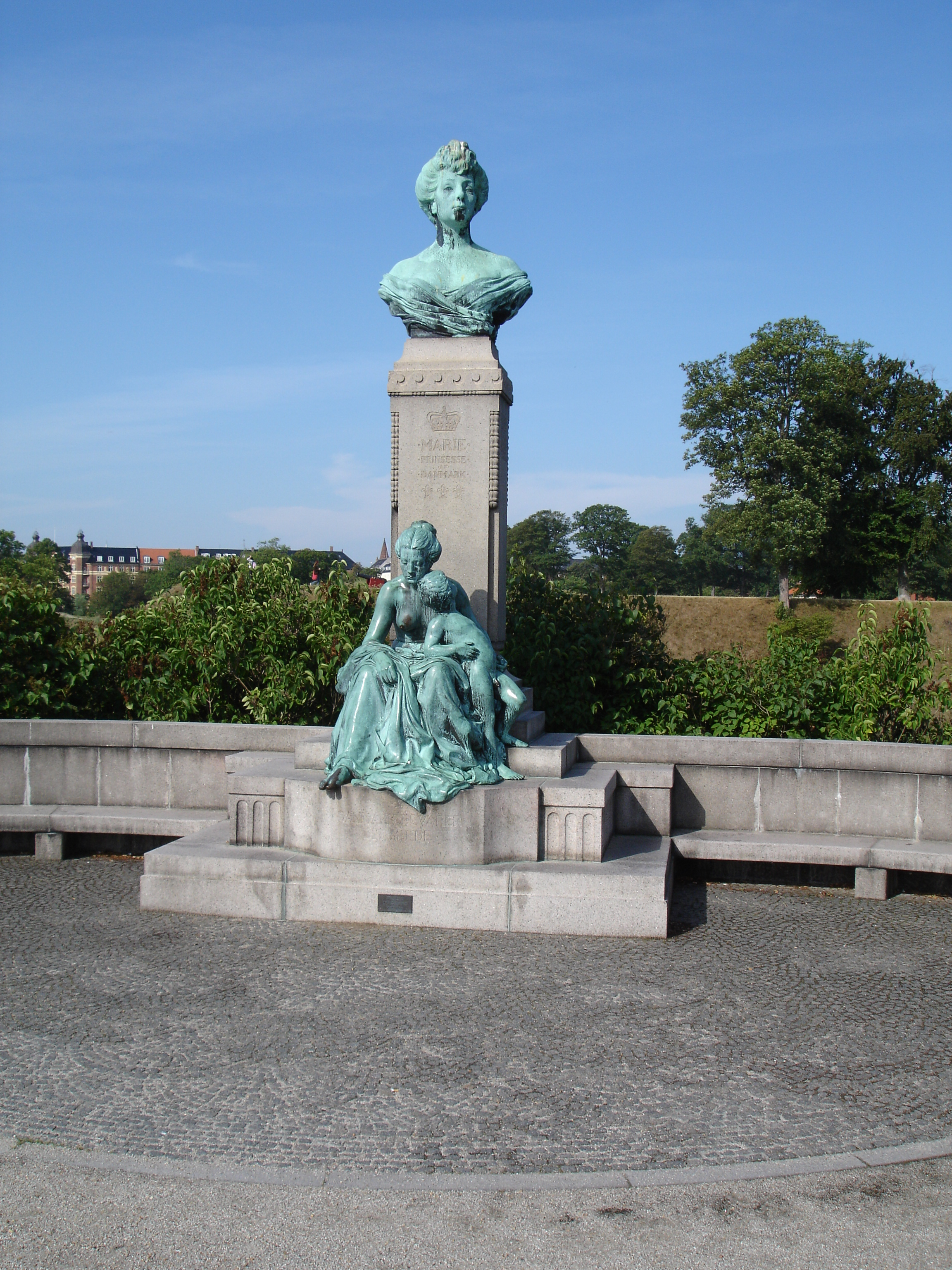
Pomnik Marii Orleańskiej w Langelinie w Kopenhadze.